# 2013년 한국바둑리그
2013년 한국바둑리그는 2013년 4월 11일부터 열리는 한국바둑리그의 열번째 시즌이다. 국민은행이 대회 후원하며 8개구단 체제로 진행된다 이번 시즌부터 정식명칭은 2013 KB국민은행 바둑리그(약칭 KB리그)로 사용된다. 이 대회에서는 한국 바둑 역사상 최초로 장생 대국이 나온 대회이기도 하다.

## 대회
- 달라지는점
  - 락스타리그 선수들의 기회 보장과 감독의 선수운용 권한 확대를 위해 바둑리그 선수(5명) 최소출전 규정 폐지, 선수기용 전면 자율화 시행
  - 대국 중 신속한 분쟁 조정과 대국의 공정성을 기하기 위해 모든 대국에 상시 심판제를 도입
  - 리그 방식 : 8개 구단 14R으로 진행되며(2일 1경기), 포스트시즌은 준플레이오프는 단판, 플레이오프와 챔피언결정전은 3번기로 진행한다.
  - 종전 전경기 속기대국이였으나 2013시즌은 장고대국(제한시간 1시간)이 부활하며, 매 경기 제 4국은 장고대국으로 시행된다.(나머지 대국은 속기대국(초읽기 40초 5회)으로 시행)
  - 락스타리그는 승점제의 배점이 바뀌고 주장전이 시행된다 (승리 3점, 패배 0점. 무승부시엔 주장전 승리팀 2점, 주장전 패배팀 1점).

### 상금배분
총 상금 40억 규모로 팀 상금은 1위 3억원, 2위 2억원, 3위 1억원, 4위 5,000만원이고 선수들에게는 기본 대국료(승자 120만원, 패자 50만원) 외에 각 지명 별로 개인 상금을 따로 만들어 정규 리그 성적에 따라 1위부터 10위까지 차등 지급한다. 락스타리그는 우승 상금 2000만원, 준우승 상금 1200만원, 3위 600만원, 4위 400만원이다.

### 대회화제
2013년 6월 29일 SK에너지와 정관장의 5라운드 4경기 1국에서 최철한(SK 에너지)과 안성준(정관장)의 대국 도중 바둑리그 최초의 장생이 발생했다. 한국 바둑계에서는 최초로 나온 상황이며 89수 끝에 이 대국은 무승부 처리되었다.

## 선수단
| 출전팀   | 신안신안천일염 | 경기 한게임 | 울산SK에너지 | 이북5도티브로드 | 대전 정관장 | 인천 넷마블 | 포항포스코켐텍 | 광주 Kixx  |
| -------- | -------------- | ----------- | ------------ | --------------- | ----------- | ----------- | -------------- | ---------- |
| 감독     | 이상훈         | 윤성현      | 윤현석       | 이상훈          | 김영삼      | 한종진      | 김성룡         | 최명훈     |
| 지명순번 | 바둑리그       | 바둑리그    | 바둑리그     | 바둑리그        | 바둑리그    | 바둑리그    | 바둑리그       | 바둑리그   |
| 1        | 이세돌         | 김지석      | 최철한       | 조한승          | 박정환      | 박영훈      | 강동윤         | 김승재     |
| 2        | 강유택         | 이동훈      | 변상일       | 이지현          | 홍성지      | 이창호      | 나현           | 이영구     |
| 3        | 김정현         | 목진석      | 박정상       | 안국현          | 안성준      | 이원영      | 신진서         | 한상훈     |
| 4        | 온소진         | 진시영      | 이태현       | 김세동          | 한웅규      | 민상연      | 김동호         | 안조영     |
| 5        | 류재형         | 조인선      | 이범진       | 이원도          | 강병권      | 황진형      | 김주호         | 이희성     |
| 지명순번 | 락스타리그     | 락스타리그  | 락스타리그   | 락스타리그      | 락스타리그  | 락스타리그  | 락스타리그     | 락스타리그 |
| 1        | 이호범         | 이춘규      | 한태희       | 김현찬          | 홍기표      | 신민준      | 강승민         | 한승주     |
| 2        | 박대영         | 김진휘      | 황재연       | 류수항          | 박승화      | 유병용      | 안형준         | 류민형     |
| 3        | 강지성         | 박준석      | 김형우       | 김성진          | 박민규      | 백찬희      | 최정           | 박지연     |
| 4        | 김나현         | 문도원      | 김채영       | 김혜민          | 김미리      | 오유진      | 최기훈         | 최홍윤     |

## 정규리그 순위
| 순위 | 팀         | 경기 | 승 | 무 | 패 | 승수 |
| ---- | ---------- | ---- | -- | -- | -- | ---- |
| 1    | 티브로드   | 14   | 10 | 0  | 4  | 42   |
| 2    | 정관장     | 14   | 9  | 1  | 4  | 43.5 |
| 3    | 신안천일염 | 14   | 8  | 0  | 6  | 37   |
| 4    | 한게임     | 14   | 7  | 0  | 7  | 36   |
| 5    | 넷마블     | 14   | 7  | 0  | 7  | 34   |
| 6    | 포스코켐텍 | 14   | 6  | 0  | 8  | 32   |
| 7    | SK에너지   | 14   | 4  | 1  | 9  | 28.5 |
| 8    | KIXX       | 14   | 4  | 0  | 10 | 27   |

## 락스타리그 순위
| 순위 | 팀         | 경기 | 승 | 무 | 패 | 승수 |
| ---- | ---------- | ---- | -- | -- | -- | ---- |
| 1    | 포스코켐텍 | 14   | 9  | 5  | 0  | 39   |
| 2    | KIXX       | 14   | 7  | 5  | 2  | 37   |
| 3    | SK에너지   | 14   | 7  | 5  | 2  | 33   |
| 4    | 티브로드   | 14   | 6  | 4  | 4  | 32   |
| 5    | 한게임     | 14   | 4  | 3  | 7  | 23   |
| 6    | 정관장     | 14   | 1  | 8  | 5  | 22   |
| 7    | 신안천일염 | 14   | 2  | 4  | 8  | 20   |
| 8    | 넷마블     | 14   | 1  | 4  | 9  | 16   |

## 포스트시즌
2013 한국바둑리그 포스트시즌은 상위 4개팀이 프로야구 스텝레더 방식으로 진행하며 준플레이오프는 5판 3승제 단판, 플레이오프부터는 5판 3승제 3번기로 진행된다.
| 1            | 신안천일염 | 2승 1패 (2-3,3-0,3-2) - 티브로드   |
| 우승         |            |                                    |
| 2            | 티브로드   | 1승 2패 (3-2,0-3,2-3) - 신안천일염 |
| 준우승       |            |                                    |
| 3            | 정관장     | 0승 2패 (1-3,2-3) - 신안천일염     |
| 플레이오프   |            |                                    |
| 4            | 한게임     | 0승 3패 - 신안천일염               |
| 준플레이오프 |            |                                    |

## 대회결과
- 1부리그 우승 신안천일염, 준우승 티브로드, 3위 정관장, 4위 한게임, MVP 김정현
- 락스타리그 우승 포스코켐텍, 준우승 KIXX, 3위 SK에너지, 4위 티브로드